# Nyctibadistes informis
Nyctibadistes informis är en fjärilsart som beskrevs av W. Warren 1897. Nyctibadistes informis ingår i släktet Nyctibadistes och familjen Uraniidae. Inga underarter finns listade i Catalogue of Life.